# Laleaua galbenă de Cazane
Laleaua galbenă de Cazane sau laleaua bănățeană (Tulipa hungarica) este o specie endemică, de interes comunitar, al cărui habitat îl constituie versanții sudici, abrupți ai Ciucarului Mare, care străjuiesc Cazanele Mari ale Dunării. Planta înflorește la începutul lunii aprilie și poate fi observată înflorită până la începutul lunii mai, numai de la bordul ambarcațiunilor de pe Dunăre. Fiindcă zona este foarte abruptă, planta nu poate fi culeasă de iubitorii de flori. Totuși, planta fiind strict protejată, amenda pentru orice fir rupt este de 10.000 de lei.
În România, există între 1.000 și 1.500 de indivizi maturi pe pantele sudice ale Porților de Fier, dar există și câteva dintre subspecii, cum ar fi Tulipa hungarica ssp. undulatifolia (Pers S. Milanovic. Comm., 2008). În Serbia, planta a fost rară pe versanții nordici (cei dinspre Porțile de Fier), dar nu a mai fost înregistrată în ultimii zece ani. Numai exemplare păstrate în ierbar dovedesc existența acestei specii în Serbia.
A fost studiată și menționată documentar pentru prima oară în anul 1884 de către botanistul ungur Vincze von Borbás⁠(en)[traduceți], cel care i-a dat numele științific de „Tulipa hungarica”, în Foaia Asociațiunii Transilvania, ziar ce apărea la vremea respectivă la Sibiu, avându-l ca redactor pe George Barițiu, și mai târziu, în literatura de specialitate în anul 1994.
Laleaua galbenă de Cazane este o specie protejată prin Convenția de la Berna din 19 septembrie 1979 și prin Ordonanța de Urgență nr. 57/2007 privind regimul ariilor naționale care trebuie conservate și se află pe lista roșie a IUCN. Specia este protejată prin lege și în Serbia și va fi reintrodusă cu ajutorul unor experți ai Parcului Național Porțile de Fier din România.
Există și o legendă populară despre această plantă unică în lume, care spune că, demult, o fetiță a fost izgonită de acasă de mama sa vitregă, și atât de mult a plâns fetița ajunsă în această zonă sălbatică, încât lacrimile ei s-au transformat în lujere de lalea galbenă.
Sinonime ale acestei specii sunt:
- Tulipa urumoffii Hayek
- Tulipa orientalis var. urumoffii
- Tulipa orientalis Levier
- Tulipa hungarica var. urumoffii
- Tulipa hungarica var. undulatifolia
- Tulipa hungarica subsp. undulatifolia

## Subspecii
- Tulipa hungarica Borbás, Foldmiv. Erdek.: 561 (1882)
- Tulipa hungarica var. urumoffii (Hayek), Hayek, Repert. Spec. Nov. Regni Veg. Beih. 30(3): 69 (1933)
- Tulipa hungarica var. undulatifolia Roman, Stud. Cercet. Biol. (Bucharest), Ser. Biol. Veg. 23: 478 (1971)
- Tulipa hungarica subsp. undulatifolia (Roman), Roman & Beldie, Fl. Republ. Social. Român. 13: 52 (1976)
- Tulipa hungarica subsp. rhodopea (Velen.) Raamsd., Pl. Syst. Evol. 195: 42 (1995)
- Tulipa hungarica subsp. undulatifolia (Pers S. Milanovic. Comm., 2008).[10]

## Legături externe
- FOTO: A inflorit laleaua in Cazane Arhivat în 18 octombrie 2013, la Wayback Machine.
- FOTO. Au înflorit lalelele galbene, în rezervația Cazanele Dunării Arhivat în 17 aprilie 2016, la Wayback Machine.
- Laleaua galbenă din Cazane, Munții Almăj
- În Cazanele Dunării a înflorit laleaua galbenă, unică în lume de Elena Alexandru

|  | Această specie este pe cale de dispariție și a fost inclusă în lista roșie a IUCN. |